# Arhitectură peisageră
Arhitectura peisageră este o disciplină care combină arta, știința și tehnologia pentru a proiecta, planifica și gestiona spațiile exterioare, cum ar fi parcurile, grădinile, campusurile, piețele urbane și peisajele naturale. Aceasta integrează elemente de design grafic, arhitectură, agronomie și urbanism pentru a crea medii funcționale, estetice și sustenabile, care îmbunătățesc calitatea vieții și respectă ecosistemele. Arhitectura peisageră contribuie la placemaking (formarea identității locului) și la conservarea patrimoniului natural și cultural. În România, această disciplină este aplicată în parcuri istorice precum Parcul Cișmigiu și în proiecte moderne de regenerare urbană. American Society of Landscape Architects

## Definiție și scop
Arhitectura peisageră se concentrează pe modelarea peisajelor pentru a răspunde nevoilor umane și ecologice. Scopurile sale includ:
- Estetica: Crearea de spații vizuale armonioase prin vegetație, apă și elemente construite.
- Funcționalitatea: Proiectarea traseelor, zonelor de recreere și sistemelor de drenaj.
- Sustenabilitatea: Utilizarea plantelor native și a materialelor ecologice pentru a reduce impactul asupra mediului.
- Conexiunea culturală: Reflectarea identității locale prin design (ex. motive tradiționale românești).
- Bunăstarea: Promovarea sănătății prin spații verzi accesibile.

Arhitecții peisagiști colaborează cu urbaniști, ingineri agronomi și arhitecți pentru a integra peisajele în contexte urbane și rurale.

## Principii de bază
Arhitectura peisageră se bazează pe principii care echilibrează forma, funcția și mediul:
- Integrarea cu natura: Respectarea topografiei și ecosistemelor locale.
- Scara umană: Proiectarea spațiilor proporționale cu utilizatorii.
- Diversitatea: Folosirea unei varietăți de plante și texturi pentru dinamism vizual.
- Accesibilitatea: Asigurarea accesului pentru toate categoriile de utilizatori, inclusiv persoane cu dizabilități.
- Contextualitatea: Adaptarea designului la cultura și istoria locului.

## Metode și tehnici
Proiectarea peisagistică implică mai multe etape și tehnici:
- Analiza sitului: Evaluarea solului, climei, vegetației și fluxurilor de utilizatori.
- Planificarea: Elaborarea masterplanurilor pentru parcuri, grădini sau coridoare verzi.
- Selecția plantelor: Alegerea speciilor adaptate condițiilor locale (ex. stejari în România, palmieri în zone tropicale).
- Proiectarea hardscape: Utilizarea pavajelor, băncilor și iluminatului pentru structura spațiului.
- Tehnologii sustenabile: Sisteme de irigații eficiente, colectarea apelor pluviale și energii regenerabile.

Tehnologiile digitale, precum software-ul CAD și modelarea 3D, facilitează proiectarea precisă.

## Istoric
Arhitectura peisageră are rădăcini în practicile antice de amenajare a peisajelor:
- Mesopotamia: Grădinile suspendate ale Babilonului (secolul VI î.Hr.), considerate una dintre cele șapte minuni.
- China antică: Grădinile zen, axate pe armonie și simplitate (ex. Grădina Yuyuan, Shanghai).
- Roma antică: Vilele romane cu grădini ornamentale și fântâni.
- Persia antică: Grădinile persane (chahar bagh), bazate pe simetrie și canale de apă.

În Evul Mediu, mănăstirile europene au dezvoltat grădini utilitare, iar Renașterea a adus grădini formale, precum cele de la Versailles, proiectate de André Le Nôtre. Secolul XVIII a introdus stilul englezesc, promovat de Capability Brown, care a creat peisaje naturaliste. În secolul XIX, Frederick Law Olmsted, considerat părintele arhitecturii peisagere moderne, a proiectat Central Park din New York, integrând natura în mediul urban.
Secolul XX a adus diversificarea stilurilor, cu proiecte precum High Line (New York) și grădinile ecologice. Organizații precum International Federation of Landscape Architects (IFLA) au standardizat profesia.

### În România
În România, arhitectura peisageră a evoluat din tradițiile rurale și influențele europene. Grădinile boierești din secolele XVIII–XIX, inspirate de stilul francez, au fost urmate de parcuri publice în secolul XIX, precum Parcul Cișmigiu (1854, București), proiectat de Carl Meyer. Dimitrie Gusti a contribuit la integrarea peisajelor rurale în planificarea satelor, prin Muzeul Satului. În perioada comunistă, parcuri precum Parcul Herăstrău au fost extinse, dar designul a fost influențat de estetica socialistă.
În prezent, proiecte precum regenerarea Parcul Carol și amenajarea spațiilor verzi din Timișoara (Capitală Culturală Europeană 2023) reflectă tendințele sustenabile. Universități precum Universitatea de Arhitectură și Urbanism „Ion Mincu” (UAUIM) formează arhitecți peisagiști, iar organizații precum Asociația Peisagiștilor din România (ASOP) promovează profesia. UAUIM București

## Aplicații practice
Arhitectura peisageră are aplicații diverse, de la scara mică la cea urbană:
- Parcuri și grădini publice: Ex. Parcul Cișmigiu, Central Park.
- Spații urbane: Piețe și promenade (ex. Piața Unirii, București).
- Peisaje rezidențiale: Grădini private și curți.
- Restaurarea peisajelor: Reabilitarea zonelor degradate (ex. foste cariere).
- Planificare regională: Coridoare verzi și parcuri naturale (ex. Delta Dunării).
- Spații instituționale: Campusuri universitare și grădini botanice (ex. Grădina Botanică din Cluj-Napoca).

Exemple internaționale:
- Grădinile Kew, Londra: Conservarea biodiversității.
- Parcul Güell, Barcelona: Designul modernist al lui Antoni Gaudí.
- Singapore Botanic Gardens: Integrarea naturii în urbanism.

## Contribuții românești
România a avut contribuții notabile în arhitectura peisageră:
- Dimitrie Gusti: A promovat peisajele rurale prin Muzeul Satului.
- Parcul Cișmigiu: Primul parc public din București, un reper al designului peisagistic.
- Grădina Botanică București: Spațiu educațional și de conservare.
- Proiecte moderne: Regenerarea urbană în Cluj-Napoca și Timișoara, cu spații verzi sustenabile.

## Provocări și tendințe
Arhitectura peisageră se confruntă cu provocări majore:
- Schimbările climatice: Seceta și inundațiile afectează selecția plantelor și drenajul.
- Urbanizarea rapidă: Reducerea spațiilor verzi în favoarea construcțiilor.
- Bugetele limitate: Finanțarea insuficientă pentru proiecte publice.
- Accesibilitatea: Asigurarea spațiilor incluzive pentru toate categoriile de utilizatori.

Tendințele actuale includ:
- Designul sustenabil: Utilizarea plantelor native și a sistemelor de reciclare a apei.
- Peisaje comestibile: Integrarea culturilor agricole în design (ex. grădini urbane cu legume).
- Tehnologii digitale: Software de modelare 3D și realitate augmentată pentru proiectare.
- Regenerarea urbană: Transformarea spațiilor industriale în parcuri (ex. High Line).

## Imagini reprezentative
Arhitectura peisageră este ilustrată prin imagini care surprind diversitatea aplicațiilor sale: